# Премьер-министр Греции

Военно-морской флаг премьер-министра Греции

Премье́р-мини́стр Гре́ции (греч. Πρωθυπουργός της Ελλάδος, официально: Премьер-министр Греческой Республики, Πρωθυπουργός της Ελληνικής Δημοκρατίας) — глава правительства Греческой Республики и лидер кабинета Греции.
С 26 июня 2023 года должность занимает Кириакос Мицотакис.
Официальная (рабочая) резиденция премьер-министра — дворец Максимос в центре Афин, названный по фамилии премьер-министра Димитриоса Максимоса.

## Избрание и назначение
Премьер-министр официально назначается президентом Греции.
Согласно статье 37 Конституции Греции, президент Греческой Республики назначает премьер-министром лидера политической партии, имеющей абсолютное большинство мест в парламенте. Если ни одна из партий не имеет абсолютного большинства, президент предоставляет лидеру партии, имеющей относительное большинство, исследовательский мандат, с тем чтобы определить возможность формирования правительства, пользующегося доверием парламента.
Если такая возможность не может быть установлена, президент даёт исследовательский мандат лидеру второй по величине партии в парламенте, а если и это окажется безуспешным, лидеру третьей по величине партии в парламенте. Каждый исследовательский мандат действует в течение трёх дней.
Если все предварительные мандаты окажутся безуспешными, президент созывает всех лидеров партий, и если будет подтверждена невозможность сформировать кабинет, пользующийся доверием парламента, он/она попытается сформировать кабинет, состоящий из всех партий в парламенте, с целью проведения парламентских выборов. Если это не удается, он/она поручает председателю Верховного административного суда или Высшего гражданского и уголовного суда или Счётной палаты сформировать как можно более широко признанный кабинет для проведения выборов после того, как он/она распустит парламент.
Таким образом, избрание членов определённой партии в парламент эквивалентно голосованию за лидера этой партии за премьер-министра.

## Присяга

### Религиозная присяга
Перед вступлением в должность премьер-министр приводит к присяге на религиозной церемонии в Президентском дворце. Премьер-министры приводятся к присяге архиепископом Афинским и всея Эллады, который является главой Церкви Эллады. Архиепископ начинает с нескольких молитв и Кирие элейсон, а затем избранный премьер-министр кладет руку на Библию, помещённую между двумя зажжеёными свечами, всё на столе между ним и архиепископом. Вслед за архиепископом избранный премьер-министр произносит присягу:
Клянусь именем Святой, Единосущной и неделимой Троицы защищать Конституцию и законы, чтобы обеспечить их точное соблюдение, чтобы защитить национальную независимость и территориальную целостность страны, в целях защиты прав и свобод греков и в служить общим интересам и прогрессу греческого народа.
Затем архиепископ произносит ещё несколько благословений, и участники перекрещиваются три раза. Затем архиепископ поздравляет нового премьер-министра, который затем пожимает руку президенту перед подписанием соответствующих документов.

### Гражданская присяга
В 2015 году Алексис Ципрас, как атеист, стал первым премьер-министром, который выбрал светское утверждение вместо традиционной религиозной клятвы. Он был приведён к присяге президентом Каролосом Папульясом, а не архиепископом Афинским и всея Эллады. Вместо приведенной выше присяги Ципрас произнёс следующее:
Господин Президент, хочу заверить Вас, с честью и совестью, что я буду следовать Конституции и законам и всегда буду служить общим интересам греческого народа.
Затем он пожал руку президенту, который поздравил его, прежде чем приступить к обыденному подписанию официальных документов.
Когда Алексис Ципрас снова занял пост премьер-министра 21 сентября 2015 года, президент Прокопис Павлопулос решил, что утверждение должно быть более формальным:
Я подтверждаю, клянусь своей честью и совестью, что буду следовать Конституции и законам и служить общим интересам греческого народа.

## Официальное место премьер-министра
Особняк Maximos (греч. Μέγαρο Μαξίμου) является официальным местом премьер-министра Греции с 1982 года. Он расположен в центре Афин, недалеко от площади Синтагма. Хотя в здании находятся офисы главы греческого правительства, оно не используется в качестве резиденции премьер-министра.

## История

### Революция (1821—1832)
Во время войны за независимость, различные регионы Греции, освобождаясь от османского господства, начинали устанавливать демократические системы самоуправления, такие как Пелопоннесский сенат. Между тем, ряд национальных ассамблей собирался время от времени для общей координации действий. Первое Национальное собрание в Эпидавре избрало пятичленный исполнительный совет, во главе которого стал Александр Маврокордато. 
Исполнительный совет продолжал править Грецией до 1828 года, когда было сформировано первое подлинное национальное правительство под руководством Иоанна Каподистрии. Последний, как «правитель Греции», был главой государства и правительства. Каподистрия был убит в 1831 году, а его правительство под руководством его брата Августина Каподистрии в следующем году рухнуло.
Исполнительная власть продолжала управлять Грецией до 1828 года, когда Иоаннис Каподистриас принял на себя управление государством в качестве «губернатора Греции» — одновременно главы государства и правительства. Каподистрия был убит в 1831 году, и его правительство, возглавляемое его братом Августиносом, рухнуло в следующем году. Затем, до 1832 года, когда Греция стала монархией, последовал ряд коллегиальных правительственных советов.

### Абсолютная монархия Оттона (1832—1843)
В 1832 году зарождающийся эксперимент Греции с демократией был завершён, и была установлена монархия с несовершеннолетним баварским принцем Оттоном I в качестве короля. Первоначально правительство возглавлял регентский совет, состоящий из баварцев. Председатель этого совета граф Йозеф Людвиг Армансперг был фактическим главой правительства при Отто. Позже Отто уволил своих баварских советников и стал абсолютным монархом, фактически главой государства и главой собственного правительства.

### Конституционная монархия (1843—1910)
Правление короля Оттона как абсолютного монарха подошло к концу, когда агитаторы за конституцию (как было обещано при создании монархии) восстали 3 сентября 1843 года. Отто был вынужден предоставить Конституцию. В результате к власти пришёл Андреас Метаксас. Ему приписывают то, что он был первым греком, официально занявшим пост премьер-министра.
После учреждения должности премьер-министра ответственность за самоуправление снова перешла к греческому народу. Тем не менее, два фактора сохраняли значительную власть короны: греческая партийная структура была слабой и опиралась на потребителя, и монарх был свободен выбирать любого члена парламента для формирования правительства.
В 1862 году Отто был окончательно свергнут. В следующие 15 лет партийные структуры начали развиваться в более современные идеологические партии с Националистической партией во главе с Александросом Кумундуросом справа и более либеральной Новой партией во главе с Харилаосом Трикуписом. Трикупис добился успеха после выборов 1874 года, заставив короля принять «принцип дедиломени» (греч. Αρχή της δεδηλωμένης), согласно которому лидер большинства в парламенте должен быть избран королём премьер-министром.
Позже националистов возглавил Теодорос Диллияннис который «был против всего, за что выступал Трикупис». Эта двухпартийная система существовала до 1910 года, даже когда Георгиос Теотокис возглавил Новую партию после смерти Трикуписа в 1895 году и убийства Делигианниса в 1905 году, что привело к расколу партий на консервативную и националистическую стороны.

### Перевороты, восстания и войны (1910—1946)
В 1910 году греческие военные офицеры вызвали падение гражданского правительства. Это событие привело к приезду в Грецию критского политика Элефтериоса Венизелоса. Его последователи собрались в Либеральной партии, которая, несмотря на доминирующий статус Венизелоса, представляла собой первую настоящую партию в современном смысле, поскольку она была сформирована вокруг прогрессивной, либеральной и прореспубликанской политической повестки дня.
Либеральной партии в конечном итоге противостояла более консервативная и пророялистская Народная партия, первоначально возглавляемая Димитриосом Гунарисом. Антагонизм между двумя партиями и сторонниками монархии и республиканства доминировал на политическом ландшафте вплоть до окончания Второй мировой войны.